# Gobiconodon

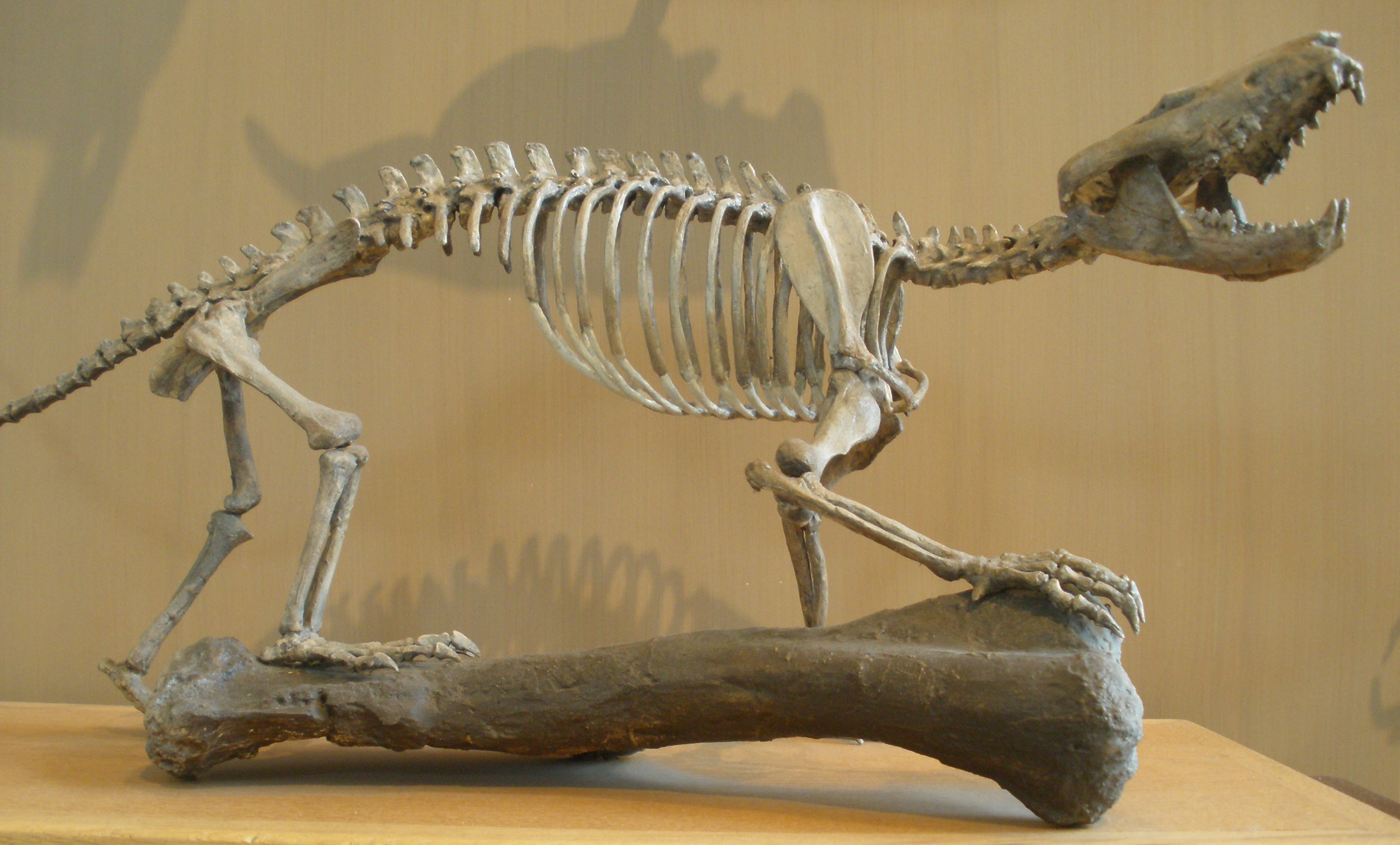
Szkielet przedstawiciela gatunku Gobiconodon ostromi

Gobiconodon – rodzaj wymarłego drapieżnego ssaka z rzędu trykonodontów (Triconodonta). Osiągał około 45–50 cm długości, a masę jego ciała szacuje się na 4,5–5,5 kg. Prawdopodobnie przypominał wielkiego, silnego oposa. Żył we wczesnej kredzie. Rodzaj Gobiconodon obejmuje trzy blisko ze sobą spokrewnione gatunki – Gobiconodon borissiaki Trofimov, 1978, Gobiconodon ostromi Jenkins & Schaff, 1988 oraz Gobiconodon luoianus Yuan et al., 2009.